# Strenna (dolce)
La Strenna (còrso, a strenna; significato: strenna per il Capodanno) è una torta còrsa di forma rotonda. La torta è tipica della cucina della Corsica e proviene dalla città di Vico in Corsica del Sud. La strenna viene preparata per il giorno di Capodanno, e data come regalo ai parenti che vengono a offrire gli auguri per l'anno nuovo.

## Ingredienti
Gli ingredienti principali sono farina di frumento, sdruttu,  brocciu, uova, scorza di arancia grattugiata, tuorlo d'uovo, zucchero, olio d'oliva e latte zuccherato. Si prepara un impasto con farina, sdruttu, uova e latte zuccherato. La massa viene impastata, lasciata riposare e divisa in due parti. Quindi il brocciu viene fatto passare attraverso un setaccio e mescolato con uova, zucchero, olio d'oliva e la scorza di arancia grattugiata. L'impasto viene lavorato in due dischi uguali: uno è messo in una tortiera unta con olio, e poi è bucherellato con una forchetta. La miscela di brocciu viene messa sopra, quindi l'altro disco di pasta viene messa sopra la miscela, perforata con una forchetta e incollata allo strato inferiore di pasta con le mani. La torta viene spennellata con tuorlo d'uovo e cotta un'ora in forno caldo.